# Мајк Ли
Мајкл Ли (енгл. Mike Leigh; 20. фебруар 1943) британски је филмски и позоришни режисер и сценариста.

## Рад
Његове социјалне драме познате су по реализму и приказу живота радничке класе и обичних, малих људи. Ли филмове не почиње сценаријом, већ концепт причом, коју потом развија кроз импровизацију са глумцима, са којима ради појединачно на развоју сваког лика и тек након месеци припрема пише сценарио за филм.
Неки од његових редовних сарадника су Тимоти Спал, Лесли Манвил, Фил Дејвис, Џим Бродбент, Дејвид Тјулис, Имелда Стонтон, Сали Хокинс, Еди Марсан, Бренда Блетин итд.
Током досадашње каријере освојио је четири награде БАФТА, четири награде на Канском филмском фестивалу и седам пута је номинован за награду Оскар. Многи филмски критичари га сматрају једним од најважнијих аутора европске кинематографије и другој половини 20. века.

## Филмографија
| Година | Наслов             | Оригинални наслов |
| ------ | ------------------ | ----------------- |
| 1971   | Мрачни тренуци     | Bleak Moments     |
| 1973   | Тежак рад          | Hard Labour       |
| 1977   | Пољубац смрти      | Kiss of Death     |
| 1978   | Ко је ко           | Who's Who         |
| 1980   | Одрасли            | Grown-Ups         |
| 1982   | Доме слатки доме   | Home Sweet Home   |
| 1983   | У међувремену      | Meantime          |
| 1985   | Четири дана у јулу | Four Days in July |
| 1988   | Велика надања      | High Hopes        |
| 1990   | Живот је сладак    | Life Is Sweet     |
| 1993   | Голи               | Naked             |
| 1996   | Тајне и лажи       | Secrets & Lies    |
| 1997   | Амбициозне девојке | Career Girls      |
| 1999   | Наопачке           | Topsy-Turvy       |
| 2002   | Све или ништа      | All or Nothing    |
| 2004   | Вера Дрејк         | Vera Drake        |
| 2008   | Безбрижна Попи     | Happy-Go-Lucky    |
| 2010   | Још једна година   | Another Year      |
| 2014   | Господин Тарнер    | Mr. Turner        |
| 2018   | Петерлу            | Peterloo          |